# Епје (Мен и Лоара)
Епје (фр. Épieds) насеље је и општина у западној Француској у региону Лоара, у департману Мен и Лоара која припада префектури Сомир.
По подацима из 2011. године у општини је живело 719 становника, а густина насељености је износила 26,64 становника/km². Општина се простире на површини од 26,99 km². Налази се на средњој надморској висини од 33 метара (максималној 111 m, а минималној 29 m).

## Демографија
| 1962. | 1968. | 1975. | 1982. | 1990. | 1999. | 2011. |
| ----- | ----- | ----- | ----- | ----- | ----- | ----- |
| 427   | 489   | 430   | 487   | 587   | 545   | 719   |

График промене броја становника у току последњих година